# Århus Syd Motorvejen
De Århus Syd Motorvejen (Nederlands: Aarhus-zuidautosnelweg) is een autosnelweg in Denemarken, die het zuiden van Aarhus met de Østjyske Motorvej naar Kolding en Odense verbindt. De autosnelweg loopt van het Knooppunt Århus Syd bij Hørning, de aansluiting op de Østjyske Motorvej naar Viby, een buitenwijk van Aarhus.
De Århus Syd Motorvejen is administratief genummerd als M61. Op de bewegwijzering wordt echter gebruikgemaakt van de sekundærrute die over de weg loopt, de Sekundærrute 501. Deze weg loopt over haar gehele lengte samen met de Århus Syd Motorvejen.

## Geschiedenis
De Århus Syd Motorvejen is oorspronkelijk aangelegd als onderdeel van de E45 richting Kolding. De weg werd in 1977 geopend. In 1994 werd de rondweg van Aarhus geopend als onderdeel van de Østjyske Motorvej. De E45 werd toen over deze nieuwe weg geleid. De Århus Syd Motorvejen werd toen omgenummerd naar Sekundærrute 501.